# Colin Dann
Colin Dann (né le 10 mars 1943) est un auteur anglais. Il est surtout connu pour sa série de livres The Animals of Farthing Wood, soit Les Animaux du Bois de Quat'sous qui a ensuite été transformée en une série animée en 1992.

## Biographie
Dann a travaillé à la maison d'édition William Collins, Sons & Co. pendant treize ans, et son premier roman, Les animaux de Farthing Wood, a été écrit pendant cette période. La couverture originale de celui-ci et d'une douzaine d'autres a été peinte par l'artiste Portal Frances Broomfield.

## Publications
Farthing Wood series
- The Animals of Farthing Wood (1979)
- In the Grip of Winter (1981)
- Fox's Feud (1982)
- The Fox Cub Bold (1983)
- The Siege of White Deer Park (1985)
- In the Path of the Storm (1989)
- Battle for the Park (1992)
- Farthing Wood - The Adventure Begins (1994)

King of the Vagabonds series
- King of the Vagabonds (1987)
- The City Cats (1992)
- Copycat (1997)

Autres livres
- The Ram of Sweetriver (1986)
- The Beach Dogs (1988)
- Just Nuffin (1990)
- A Great Escape (1990)
- Legacy of Ghosts (1991)
- Nobody's Dog (1999)

The Lions of Lingmere series
- Journey to Freedom (1999)
- Lion Country (2000)
- Pride of the Plains (2002)